# Критский эмират
Эмират Крит (араб. إقريطش‎, Iqrīṭish или إقريطية, Iqrīṭiya; греч. Κρήτη, Krētē) — мусульманское государство, которое существовало на средиземноморском острове Крит с конца 820-х годов до отвоевания острова Восточной Римской империей в 961 году. Хотя эмират признавал сюзеренитет Аббасидского халифата и поддерживал тесные связи с тулунидским Египтом, он был де-факто независимым. Мусульманское население острова и династия Хафсидов исповедовали ортодоксальный суннизм маликитского толка.

## Завоевание Крита арабами

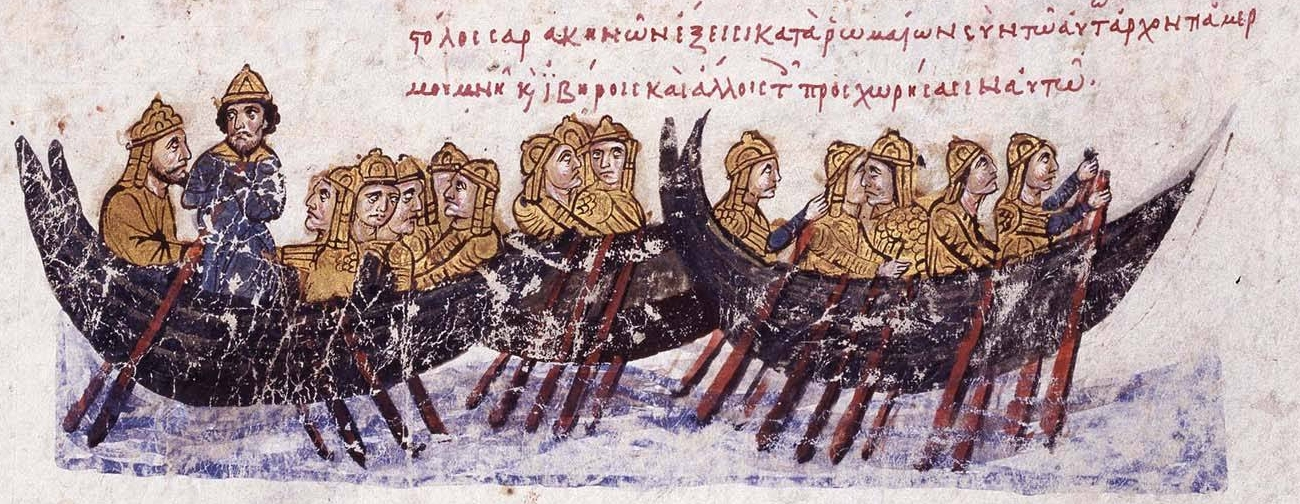
Захват испанскими арабами Крита

В правление эмира Кордовы омейяда Аль-Хакама I произошёл ряд восстаний с участием радикальных мусульман. В 805 и 806 годах прошли волнения в Кордове, которые были быстро подавлены. В 807 году в Толедо 14-летний наследник эмира Абд ар-Рахман уничтожил наиболее влиятельную часть населения города. Потрясённая толедским избиением Кордова 7 лет оставалась спокойной, однако в 814 году вновь вспыхнуло восстание. Восставшие осадили дворец эмира, однако после того, как Аль-Хакам приказал поджечь предместье, где проживало большинство мятежников, те бросились спасать свои семьи. В результате часть восставших была уничтожена, а оставшимся под страхом распятия было приказано в три дня покинуть страну. Изгнанники достигли Средиземного моря, где одна часть из них направилась к Западной Африке, где в 818 году поселилась в государстве Идрисидов, а другая к Египту.
Последние, в количестве 15 000 человек под предводительством Умара Абу Хафса в 199 году хиджры (814/815 году нашей эры) высадились в окрестностях Александрии. Египет, где в это время Абд-Аллах ибн-Алсари восстал против халифа аль-Мамуна, не смог этому помешать. В 203 году хиджры (818/819 году нашей эры) испанские арабы, вступив в союз с одним из берберских племён, захватили Александрию. Только в 825 году аль-Мамун смог уделить внимание египетским делам и послать войска под командованием Тахира ибн Хусейна для подавления мятежа и изгнания пришельцев из Аль-Андалуса. Последние согласились без боя покинуть Египет, избрав местом своего нового поселения Крит, куда ещё в 824 году они совершили разведывательный набег.
Крит подвергался набегам мусульманских войск с первой волны мусульманских завоеваний в середине VII-го века. Сначала он пережил набег в 654 году, а затем ещё один в 674/675 году, некоторые части острова были временно оккупированы во время правления Омейядского халифа аль-Валида I. Однако остров в то время не был завоёван и, несмотря на набеги в VIII веке, он надёжно оставался в руках Римской империи; Крит был слишком далеко от арабских военно-морских баз в Леванте, чтобы предпринять против него эффективную экспедицию.
Несмотря на то, что Фома Славянин был казнён ещё в 823 году, вызванное им восстание ещё не было до конца подавлено, и Византия не имела достаточно сил, чтобы защитить остров. В 825 году (по византийским, в 828 году по арабским источникам) изгнанники во главе с Умаром I Абу-Хафсом на 40 судах высадились в бухте Суд на Крите. Не встретив никакого сопротивления, войска 20 дней грабили остров. Утвердившись на Крите, арабы построили крепость Хандак (современная Ираклион). После чего завоевали остров, захватив 29 городов, названия которых не сохранились.
Подавив восстание Фомы Славянина, император Михаил II попытался отвоевать остров Крит. Но арабы отбили все экспедиции. В 825/826 году был разбит протоспафарий Фотин (прадед Зои, жены императора Льва VI), в 829 году Кратер во главе 70 диер, в 827 году Оорифа у острова Фасос.

## Нападения арабского флота на Византию

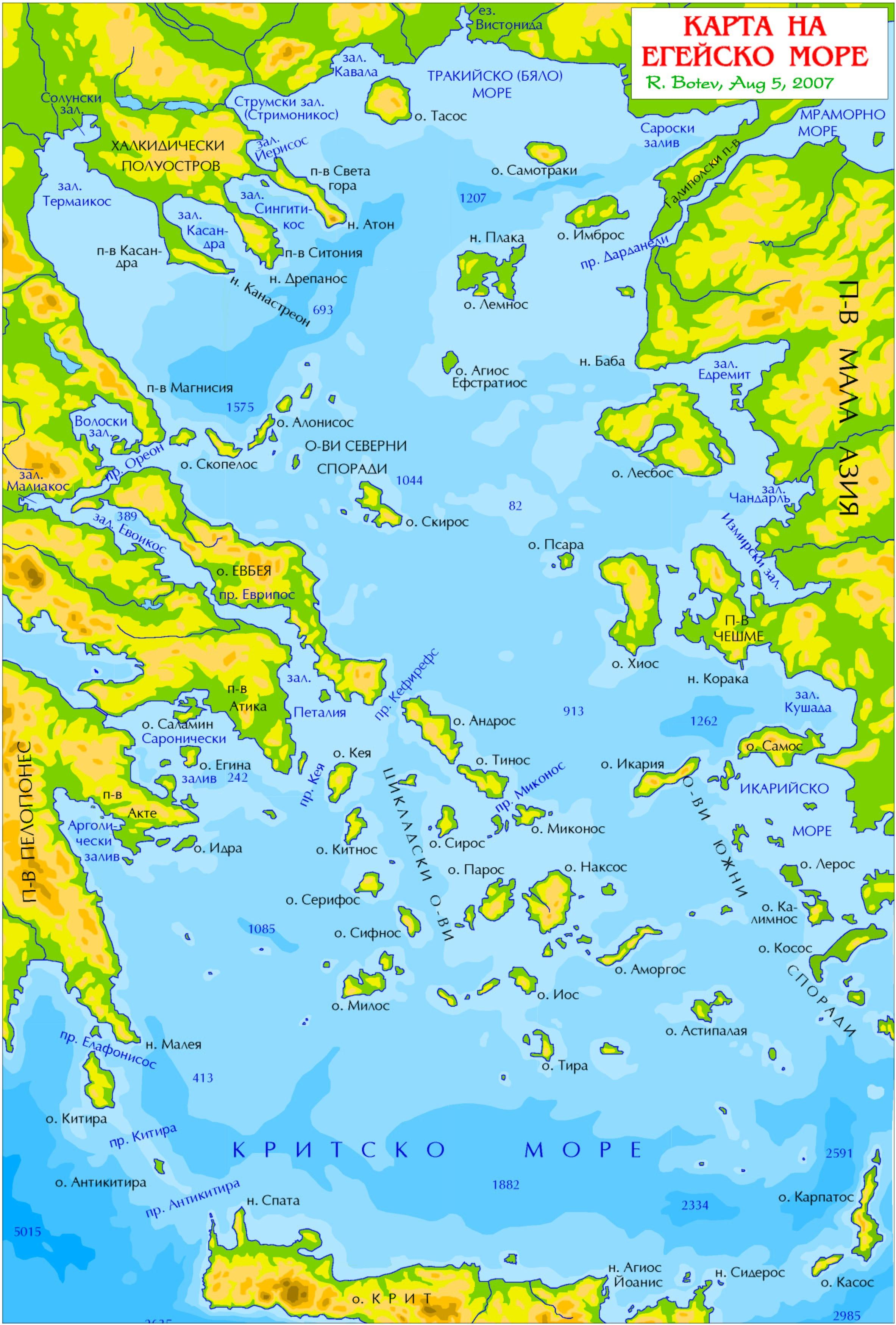
Карта Эгейского моря

В свою очередь арабы совершали набеги на острова Эгейского моря, Пелопоннес. При Саиде I разграбили Афон, пленив монахов. В 872 году было разграблено побережье Далмации.
На обратном пути командующий византийским флотом, патрикий Никита, настиг арабский флот близ Крита и при помощи греческого огня уничтожил 26 кораблей. Новое поражение арабы потерпели у мыса Малеи (у берегов Пелопоннеса). Это привело к перерыву в набегах на Византию.
Через несколько лет нападения возобновились. От них сильно пострадала Эгина, а жители Наксоса и Патмоса платили дань. В 893 году, в правление Умара II, был опустошён Самос, в 903 году, в правление Мухаммада, Лемнос. Воспользовавшись тем, что в это время Византия воевала с болгарами, критский флот опустошал Пелопоннес, Среднюю Грецию и Фессалоники. В 906 году византиец Имерий разбил критян. А в 911 году он был разбит у Самоса критским и сирийским флотами. Около 923 года критский флотоводец Лев Триполийский был разбит у Самоса.
Абу Хафс отразил раннее атаки византийцев и постепенно укрепил контроль над всем островом. Он признал верховенство Аббасидского халифата, но фактически правил как независимый государь Завоевание Крита имело огромное влияние на баланс сил в Восточном Средиземноморье, также открыв доступ для частых и разрушительных набегов к прежде пребывавшему в безопасности побережью Эгейского моря.
Первоначально андалузцам также удалось захватить несколько Кикладских островов. Император Михаил II Травл организовал крупномасштабную экспедицию и сформировал новое морское подразделение Tessarakontarioi, также построив новые корабли. Под руководством адмирала Оорифа этот флот выбил арабов с Эгейских островов, но не смог отвоевать Крит. Император Феофил (пр. 829—842 гг.) отправил посольство в Кордову к Абд ар-Рахману II с предложением провести совместное мероприятие против андалузских изгнанников, и хотя мусульманский правитель дал согласие на любые действия империи на Крите, ничем конкретным этот план так и не закончился. В октябре 829 года арабы уничтожили византийский флот у острова Фасос, обнулив большую часть проделанной Оорифом работы и снова открыв Эгейской море для пиратов. Между 835 и 840 годом атаке подвергся остров Эвбея, в 837 году — Лесбос и побережье Фракисийской фемы, где был уничтожен монастырский центр на горе Латрос. Пираты были разбиты местным стратегом Константином Контомитом.
После смерти Феофила в 842 году власти предприняли меры по борьбе с критской угрозой: через год в Эгейском море была создана новая фема, под руководством логофета и регента Феоктиста была начата новая экспедиция для отвоёвывания острова. Оккупировав большую часть Крита, из-за политических интриг он был вынужден вернуться в столицу, а оставленное войско было разбито арабами. В 853 году с целью ослабить арабов несколько имперских флотов участвовали в скоординированных операциях в Восточном Средиземноморье, включая атаку на египетский флот у Дамьеты и захват предназначавшегося Криту оружия. Несмотря на достигнутые византийцами в последующие годы отдельные успехи, в начале 860-х годов критяне напали на Пелопоннесс, Киклады и Афон. В 866 году византийский кесарь Варда собрал новую крупную экспедицию для захвата острова, но через две недели после отплытия флота он был убит Василием I и поход окончился так и не начавшись.

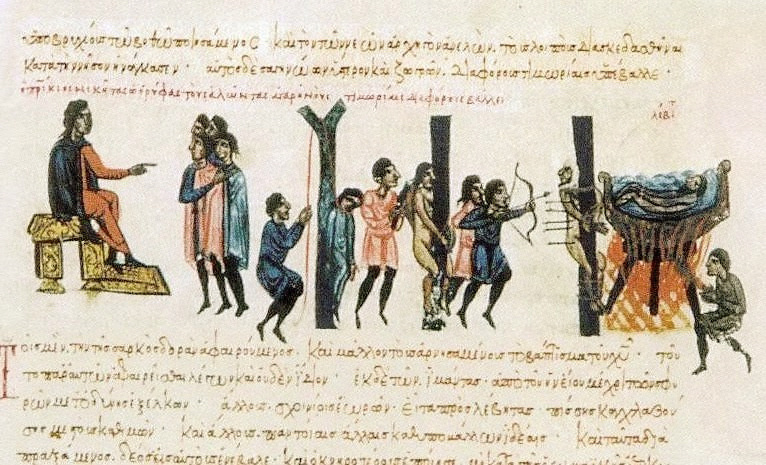
Оориф унижает критских сарацин. Иллюстрация «Мадридского Скилицы».

## Византийское завоевание

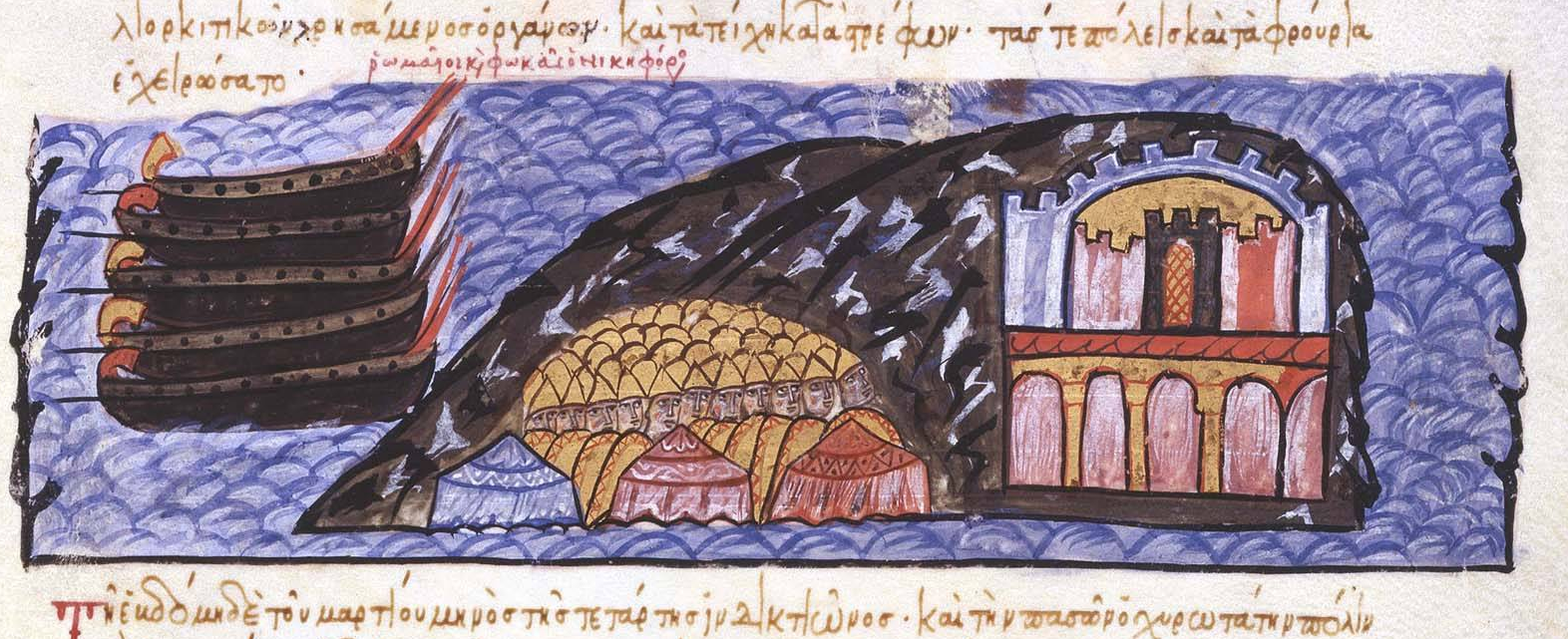
Осада Хандака. Иллюстрация Мадридского Скилицы.

Нападения критского эмирата на острова в Эгейском море приводили к ответным греческим военным экспедициям на Крит. В 930—940-х годах критское пиратство достигло нового уровня, опустошению подверглись Южная Греция, Афон и запад Малой Азии. В 949 году император Константин VII (пр. 913—959 гг.) отправил новую экспедицию, её поражение от внезапного нападения арабов византийские хронисты приписывают некомпетентности и неопытности её лидера — евнуха камергера Константина Гонгила. Византийские правитель в последние годы своей жизни начал подготовку нового нападения, которое его преемник Роман II (пр. 959—963 гг.) доверил способному генералу Никифору Фоке. В июне или июле 960 года Фока отплыл во главе большой армии и флота, высадился на острове и сломил сопротивление мусульман. Осада Хандака затянулась на зиму 961 года, город был взят штурмом 6 или 7 марта.
Город был разграблен, а его мечети и стены разрушены. Мусульманское население было убито и взято в рабство с переселением в другие земли империи, на их месте поселились «общины армян, ромеев и других переселенцев». Эмир Абд аль-Азиз (Курупас) и его сын Нуман (Анемас) были взяты в плен и отправлены в Константинополь, где приняли участие в триумфе Фоки. Остров был преобразован в фему, выжившие мусульмане приняли христианство усилиями миссионеров вроде Никона Метаноита. Среди принявших новую веру был Нуман-Анемас, ставший византийским военачальником и умерший в 971 году при осаде Доростола в Болгарии. Потомками эмирской семьи считается аристократическая династия Анемадов.

## Наследие
Этот период истории Крита остаётся относительно неясным из-за нехватки сохранившихся свидетельств о внутреннем положении эмирата. Кроме того, кроме нескольких географических названий арабское присутствие на Крите не сохранилось в виде какого-либо крупного археологического памятника того периода, что может быть связано с политикой византийцев после 961 года. Это повлияло на отношение к эмирату: историки, вынужденные в основном использовать византийские источники, традиционно рассматривали арабское государство в качестве «пиратского гнезда», существовавшего за счёт разбоя и работорговли.
С другой стороны, упоминание эмирата в мусульманских источниках даёт картину упорядоченного государства с регулируемой монетарной политикой и обширными торговыми связями, а Хандак являлся значимым культурным центром. Сохранившиеся многочисленные золотые, серебряные и медные монеты с полноценным весом и составом свидетельствуют о сильной экономике и высоком уровне жизни местного населения. Критская экономика усилилась за счёт обширной торговли с мусульманским миром, особенно Египтом, а также быстро развивающегося сельского хозяйства. Не исключено, что именно в этот период на остров был завезён сахарный тростник. 
Судьба христианского населения Крита после мусульманского завоевания окончательно не ясна; по традиционному мнению они перешли в ислам или были изгнаны. Но в мусульманских источниках присутствует упоминания существования христиан на острове в эпоху эмирата, при котором они, как и в других мусульманских странах, занимали подчинённое положение. При этом, согласно этим же данным, мусульмане (потомки андалузцев, мигранты и перешедшие в ислам) в этот период составляли большинство населения Крита. Согласно Феодосию Диакону, в ходе осады Хандака войску Фоки оказали помощь жившее в скалах и пещерах зависимое сельское население, что позволяет делать вывод о классовой борьбе в эмирате. Судя по всему византийские христиане составляли основу деревенского населения, в то время как мусульмане утвердились в городах.

## Список эмиров
- 828—841 Умар I Абу Хафс
- 841—880 Саид I, сын Умара I Абу-Хафса
- 880—895 Умар II, сын Саида I
- 895—910 Мухаммад, сын Саида I
- 910—915 Юсуф, сын Умара I
- 915—925 Али I, сын Йусуфа
- 925—940 Ахмад, сын Умара I
- 940—943 Саид II, сын Ахмада
- 943—949 Али II, сын Ахмада
- 949—961 Абд аль-Азиз, сын Саида II